# Aoranthe
Aoranthe, biljni rod iz porodice broćevki smješten u tribus Gardenieae, dio potporodice Ixoroideae. Postoji pet priznatih vrsta u tropskoj Africi

## Vrste
1. Aoranthe annulata (K.Schum.) Somers
2. Aoranthe castaneofulva (S.Moore) Somers
3. Aoranthe cladantha (K.Schum.) Somers
4. Aoranthe nalaensis (De Wild.) Somers
5. Aoranthe penduliflora (K.Schum.) Somers

## Vanjske poveznice
|  | Wikivrste imaju podatke o taksonu Aoranthe |